# أولاد أمغار
جماعة أولاد أمغار جماعة قروية تابعة لقبيلة تمسمان الريفية الأمازيغية بإقليم الدريوش وتتموقع في شمال غرب هذا الإقليم في شمال المغرب. تحد شمالا وغربا بالبحر الأبيض المتوسط، وشرقا بجماعة بودينار، أما جنوبا فتحد بجماعة تروكوت وكل هذه الجماعات التي تحدها تنتمي إلى نفس القبيلة. يبلغ عدد سكان الجماعة حوالي 6342 نسمة حسب إحصاء سنة 2004.

## التقسيم الإداري
من بين القرى والدواوير المكونة لجماعة أولاد أمغار نجد:
اجدير تغزى لعري لعزيب ازغار اعبوثن تكرياست اجاراوفاديسس...